# Ladislav Vízek
Ladislav Vízek, né le 22 janvier 1955 à Chlumec nad Cidlinou, est un ancien footballeur tchécoslovaque.
Ce milieu de terrain du Dukla Prague obtient 55 sélections avec la Tchécoslovaquie, marquant 13 buts. 
Avec l'équipe nationale, il est champion olympique à Moscou en 1980 participe à la Coupe du monde 1982 en Espagne.

## Carrière
- TJ Cechie Hlusice
- Jiskra Novy Bydzov
- 1974-1975 :  Dukla Zatec
- 1975-1986 :  Dukla Prague
- 1986-1988 :  Le Havre AC

## Palmarès

### En sélection
- Médaille d'or aux Jeux olympiques d'été de 1980 avec la Tchécoslovaquie
- Troisième de l'Euro 1980 avec la Tchécoslovaquie

### En club
- Champion de Tchécoslovaquie en 1977, 1979 et 1982 avec le Dukla Prague
- Vainqueur de la Coupe de Tchécoslovaquie en 1981, 1983 et 1985 avec le Dukla Prague

## Source
- Marc Barreaud, Dictionnaire des footballeurs étrangers du championnat professionnel français (1932-1997), L'Harmattan, 1997, page 238.